# Agta, Alabat Island (jezik)
Alabat Island Agta jezik (alabat island dumagat; ISO 639-3: dul), austronezijski jezik uže filipinske skupine, kojim govori još svega 30 ljudi (2000 S. Wurm; od 75 etničkih) na filipinskom otoku Alabat u provinciji Quezon. 
Danas njime govori svega nekoliko djece, i u opasnosti je od izumiranja. S jezicima Camarines Norte Agta [abd] i umiray dumaget agta [due] čini jezičnu podskupinu umiray dumaget

## Vanjske poveznice
- Ethnologue (14th)
- Ethnologue (15th)